# Sheb Wooley
Sheb Wooley (10 de abril de 1921 – 16 de septiembre de 2003) fue un actor estadounidense de carácter, además de cantante, conocido sobre todo por su exitoso tema de 1958 "The Purple People Eater". Como actor fue conocido su interpretación de Miller, hermano de Frank Miller en el filme High Noon, así como su personaje en la serie televisiva Rawhide.

## Biografía
Su nombre completo era Shelby F. Wooley, y nació en Erick, Oklahoma. Se crio en una granja y aprendió a cabalgar a temprana edad, trabajando como cowboy y jinete de rodeo. Además, tocaba en un grupo de música country y western. 
Wooley intentó alistarse durante la Segunda Guerra Mundial, pero fue rechazado a causa de las secuelas que presentaba con motivo de su actividad en el rodeo. En vez de ello, trabajó en la industria petrolera como soldador. En 1946 se trasladó a Fort Worth, Texas, y se dedicó a la música country y western.
Wooley actuó en docenas de westerns desde la década de 1950 a la de 1970, destacando entre ellos High Noon, The Outlaw Josey Wales y Gigante. En 1954 fue el forajido Jim Younger en la serie televisiva Stories of the Century. Wooley encarnó cinco veces a Carl en el show The Adventures of Kit Carson (1951-1955). También participó en The Cisco Kid como Bill Bronson, y fue Harry Runyon en el episodio "The Unmasking" del western de CBS My Friend Flicka. 
Wooley fue, junto a Eric Fleming, Clint Eastwood, y Paul Brinegar, uno de los protagonistas, con el papel de Pete Nolan, de la serie western de la CBS Rawhide (1959-1966). 
A finales de la década de 1950 Wooley inició una carrera discográfica, grabando la canción que el haría famoso, "Purple People Eater". A este tema le siguió una serie de éxitos de estilo más ortodoxo. Wooley también escribió el tema principal del show televisivo Hee Haw. Wooley también tuvo varios éxitos country. Así, "That's My Pa" llegó al número 1 de la lista Hot Country Songs de la revista Billboard de marzo de 1962. 
Además participó con regularidad en Hee Haw y en The Muppet Show, como el borracho músico country Ben Colder. Con este nombre escribió y canto en la vida real. Wooley quería grabar la canción "Don't Go Near The Indians", pero su trabajo interpretativo pospuso el disco. Mientras tanto, Rex Allen grabó la canción, que fue un éxito. Wooley dijo que haría una secuela. Su versión fue "Don't Go Near the Eskimos", y trataba sobre un muchacho de Alaska llamado Ben Colder (juego de palabras acerca del frío en Alaska). Esta versión tuvo tanto éxito que el cantante continuo utilizando el nombre durante 40 años, siendo uno de sus últimos temas "Shaky Breaky Car".
Wooley es el actor que dio voz al Grito Wilhelm, habiendo actuado como extra de voz en Tambores lejanos. Esta grabación de un grito se ha utilizado como efecto de sonido en más de 149 filmes.
Wooley siguió actuando de manera ocasional en la televisión y en el cine a lo largo de los años ochenta y noventa, destacando su papel de Cletus Summers en la película de 1986 Hoosiers. 
En 1996 le diagnosticaron una leucemia, y falleció a causa de la enfermedad en el Centro Médico Skyline de Nashville, Tennessee, en 2003, a los 82 años de edad. Fue enterrado en el Cementerio Hendersonville Memory Gardens de Hendersonville, Tennessee.

## Discografía

### Álbumes
| Año  | Álbum                                                       | Top Country Albums | Sello |
| ---- | ----------------------------------------------------------- | ------------------ | ----- |
| 1956 | Sheb Wooley                                                 | —                  | MGM   |
| 1960 | Songs from the Days of Rawhide                              | —                  | MGM   |
| 1962 | That's My Pa and That's My Ma                               | —                  | MGM   |
| 1963 | Tales of How the West Was Won                               | —                  | MGM   |
| 1963 | Spoofing the Big Ones (como Ben Colder)                     | —                  | MGM   |
| 1963 | Ben Colder (como Ben Colder)                                | —                  | MGM   |
| 1965 | The Very Best                                               | —                  | MGM   |
| 1965 | It's a Big Land                                             | —                  | MGM   |
| 1966 | Big Ben Strikes Again (como Ben Colder)                     | 17                 | MGM   |
| 1967 | Wine Women & Song (como Ben Colder)                         | 44                 | MGM   |
| 1968 | The Best of Ben Colder (como Ben Colder)                    | 44                 | MGM   |
| 1968 | Harper Valley P.T.A. (Later The Same Day) (como Ben Colder) | —                  | MGM   |
| 1969 | Warm and Wooley                                             | —                  | MGM   |
| 1969 | Have One On (como Ben Colder)                               | —                  | MGM   |
| 1970 | Big Ben Colder Wild Again (como Ben Colder)                 | —                  | MGM   |
| 1971 | Live and Loaded (como Ben Colder)                           | —                  | MGM   |
| 1972 | Warming Up to Colder (como Ben Colder)                      | —                  | MGM   |
| 1973 | The Wacky World (como Ben Colder)                           | —                  | MGM   |

### Singles
| Año  | Single                                                         | Posiciones en la tabla | Posiciones en la tabla | Posiciones en la tabla | Posiciones en la tabla | Álbum                                      |
| Año  | Single                                                         | Hot Country Songs      | US                     | CAN Country            | Canadian Singles Chart | Álbum                                      |
| ---- | -------------------------------------------------------------- | ---------------------- | ---------------------- | ---------------------- | ---------------------- | ------------------------------------------ |
| 1955 | "Are You Satisfied"                                            | —                      | 95                     | —                      | —                      | singles solo                               |
| 1958 | "Purple People Eater"                                          | —                      | 1                      | —                      | —                      | singles solo                               |
| 1959 | "Sweet Chile"                                                  | —                      | 70                     | —                      | —                      | singles solo                               |
| 1962 | "That's My Pa"                                                 | 1                      | 51                     | —                      | —                      | That's My Pa and That's My Ma              |
| 1962 | "Don't Go Near the Eskimos" (como Ben Colder)                  | 18                     | 62                     | —                      | —                      | Spoofing the Big Ones                      |
| 1963 | "Hello Wall No. 2" (como Ben Colder)                           | 30                     | 131                    | —                      | —                      | Ben Colder                                 |
| 1963 | "Detroit City No. 2" (como Ben Colder)                         | —                      | 90                     | —                      | —                      | Spoofing the Big Ones                      |
| 1964 | "Blue Guitar"                                                  | 33                     | —                      | —                      | —                      | The Very Best                              |
| 1966 | "I'll Leave the Singin' to the Bluebirds"                      | 34                     | —                      | —                      | —                      | single solo                                |
| 1966 | "Almost Persuaded No. 2" (como Ben Colder)                     | 6                      | 58                     | —                      | 53                     | Big Ben Strikes Again                      |
| 1966 | "Tonight's the Night My Angel's Halo Fell"                     | 70                     | —                      | —                      | —                      | single solo                                |
| 1968 | "Tie a Tiger Down"                                             | 22                     | —                      | —                      | —                      | Warm and Wooley                            |
| 1968 | "Harper Valley P.T.A. (Later That Same Day)" (como Ben Colder) | 24                     | 67                     | 18                     | 82                     | Harper Valley P.T.A. (Later That Same Day) |
| 1969 | "Little Green Apples No. 2" (como Ben Colder)                  | 65                     | —                      | —                      | —                      | Harper Valley P.T.A. (Later That Same Day) |
| 1969 | "I Remember Loving You"                                        | 52                     | —                      | —                      | —                      | Warm and Wooley                            |
| 1969 | "The One Man Band"                                             | 63                     | —                      | —                      | —                      | single only                                |
| 1970 | "Big Sweet John" (como Ben Colder)                             | —                      | —                      | 47                     | —                      | Have One On                                |
| 1971 | "Fifteen Beers Ago" (como Ben Colder)                          | 50                     | —                      | —                      | —                      | Live and Loaded                            |